# ابن ندیم
ابوالفرج محمد بن ابی‌یعقوب اسحاق بن محمد بن اسحاق (مرگ ۳۸۰ قمری) کتاب‌شناس، فهرست‌نگار و محقق برجستهٔ بغدادی سدهٔ چهارم هجری و صاحب کتاب الفهرست است.

## زندگی‌نامه
ابوالفرج محمد بن اسحاق، ملقب به «ورّاق» و «ندیم». شهرت رایج او امروزه ابن ندیم (ابن‌الندیم) است و ندیم (الندیم) را لقب پدرش دانسته‌اند که سخن درستی نیست و خود او، چون همدم و همنشین و ندیم عیسی بن علی، وزیر دربار عباسی یا ناصرالدوله امیر موصل بوده به «ندیم» ملقب شده‌است. لقب دیگر او «ورّاق»(«الورّاق») به معنی کاتب و کتاب‌فروش است.
اطلاعات چندانی از زندگی ابن‌ندیم در دست نیست. ابن‌ندیم در حدود سال ۳۲۰ ق در بغداد متولد شد و در چهارشنبه ۲۰ شعبان ۳۸۰ ق در همان شهر درگذشت.
ابن‌ندیم همچون پدرش در بازار کتاب‌فروشان بغداد («سوق‌الوراقین») به کار کتابت و فروش کتاب مشغول بوده‌است و به همین سبب با آثار مکتوب زمانهٔ خود آشنایی داشته‌است. بسیاری از عالمان و دانشمندان عصر خود را می‌شناخته و از نزدیک آشنایی داشته‌است.
ابن‌ندیم به تصریح به عقاید مذهبی خود اشاره نکرده‌است ولی عموماً او را شیعهٔ دوازده امامی می‌دانند.

## آثار
ابن ندیم آثار زیادی نوشته‌است ولی مهم‌ترین اثر او که شهرت جهانی دارد کتاب الفهرست است.
الفهرست در سال ۳۷۷ هـ. ق (۹۸۷ میلادی) به پایان رسید و احتمالاً پس از آن نیز ابن ندیم اطلاعاتی را بر آن افزود. این کتاب جامع‌ترین اثر در حوزه کتاب‌شناسی عمومی در چهار سده نخست هجری است، که فهرستی از کلیه کتبی که تا آن زمان به زبان عربی نگاشته شده و شرح حال مؤلفانش را دربردارد. این کتاب به مثابه دانشنامه‌ای از تاریخ، فرهنگ، ادبیات و مذهب از پیش از اسلام تا زمان مؤلف است.
کتاب الفهرست نخستین بار به همت گوستاو فلوگل، خاورشناس آلمانی، در دو جلد در سال‌های ١٨٧٢–١٨٧١ در آلمان به چاپ رسید. چاپ‌های بعدی آن در سال ۱۳۴۸ ق در مصر از روی همان چاپ فلوگل، اما با اغلاط بسیار، چاپ شد. در سال ۱۳۵۰ ش، محمدرضا تجدد، محقق ایرانی، متن تصحیح‌شده‌ای از آن را به چاپ رساند. او قبلاً ترجمه‌ی فارسی الفهرست را در سال ۱۳۴۳ خورشیدی به چاپ رسانده بود. آخرین و بهترین چاپ این کتاب در سال ۲۰۰۹ میلادی به همت ایمن فؤاد سید، در چهار جلد در لندن منتشر شد. این کتاب را بایرد داج به زبان انگلیسی ترجمه کرده‌است که در دو جلد در ۱۹۷۰ م در نیویورک انتشار یافت.
ابن‌ندیم اثر دیگری هم داشته با عنوان «الاوصاف و التشبیهات» دربارهٔ کتاب و کتابت و ارج و ارزش آن که امروزه در دسترس نیست.

### بخش‌های الفهرست
در الفهرست کتابها به ده مقاله یا موضوع اصلی و هر مقاله نیز به چند فنّ تقسیم شده‌است:
1. در توصیف زبان‌ها و چگونگی خطوطشان؛
2. در علمای نحو و لغت (زبان‌شناسی)؛
3. در اخبار و آداب و سیر و انساب؛
4. در شعر و شاعران؛
5. در علم کلام و متکلمان؛
6. در فقه، حدیث، فقها و محدثان؛
7. در فلسفه و علوم قدیم؛
8. در اخبار داستان‌سرایان و نقاشان و افسون‌گران و شعبده‌بازان و ساحران؛
9. در مذاهب و ادیان غیرالهی نظیر هندوان، مانویان و بوداییان؛
10. در اخیار کیمیاگران از فیلسوفان قدیم و جدید.